# WRAP53
WRAP53（WD40-encoding RNA antisense to p53）は、がんの発生への関与が示唆されている遺伝子である。この遺伝子はp53がん抑制遺伝子を調節するアンチセンスRNAをコードするとともに、DNA修復、テロメアの伸長、カハール体の維持に関与するタンパク質をコードする、という二重の役割を持つ。

## 遺伝子
WRAP53遺伝子は17番染色体の17p13.1に位置し、13個のエクソンを含む。3つの選択的エクソン（1α、1β、1γ）が存在し、少なくとも3種類の遺伝子産物が産生される。WRAP53遺伝子はp53遺伝子と向かい合い、両遺伝子の一部の領域は重複している。

## 機能

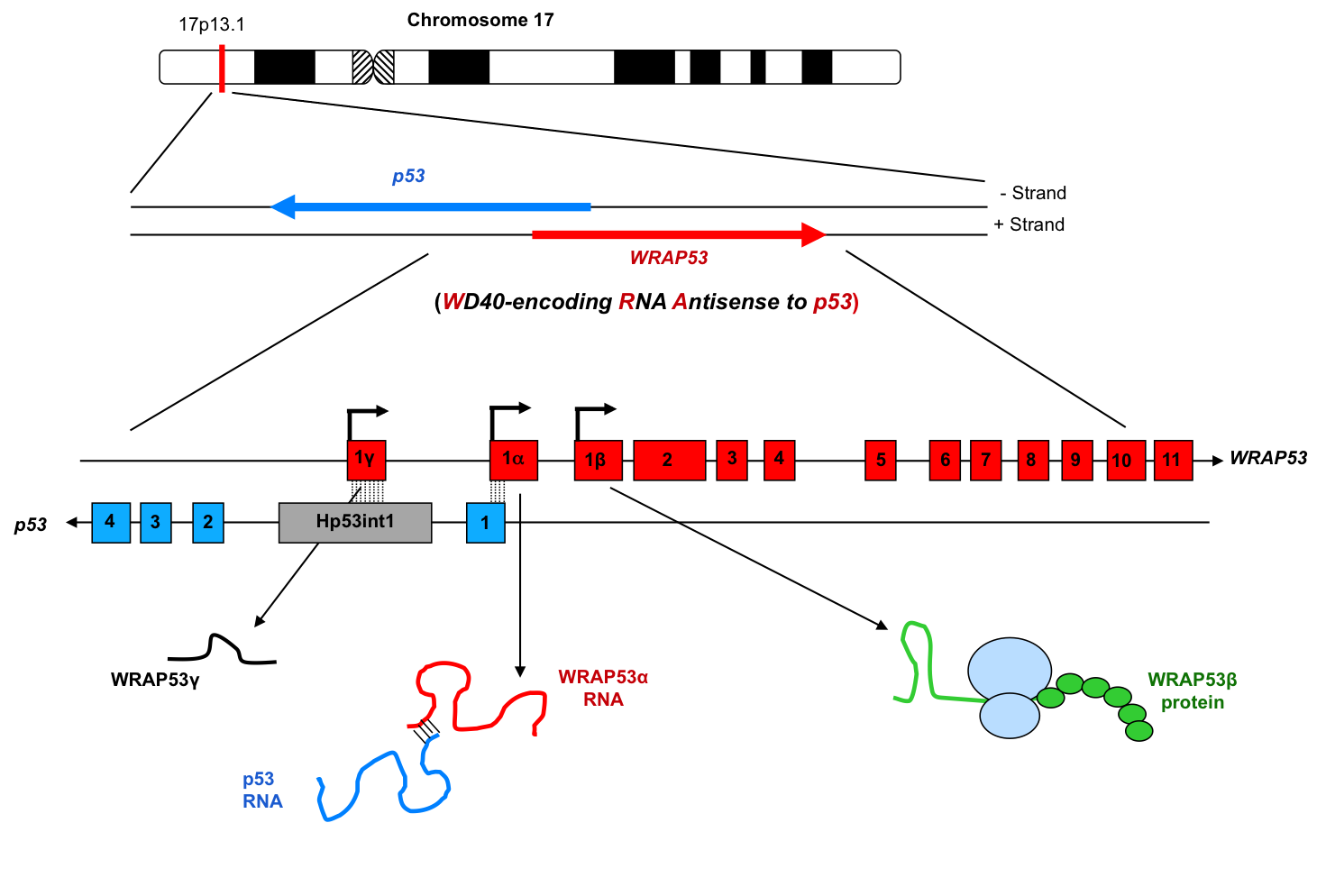
WRAP53、p53遺伝子と遺伝子産物。矢印は転写の方向、点線は両遺伝子で重複しているエクソンを示している。

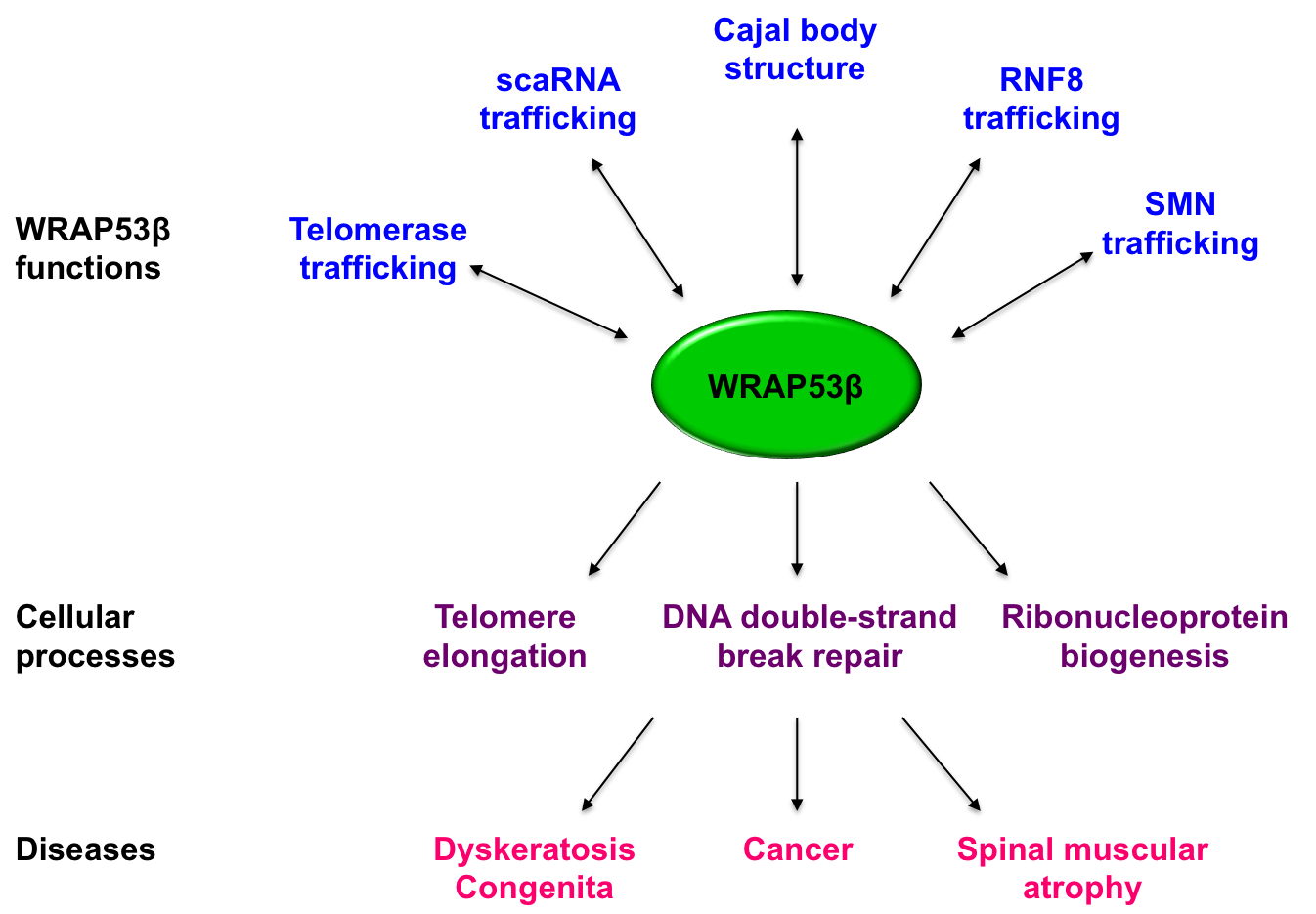
WRAP53βの機能

p53の最初のエクソンと重複するWRAP53の転写産物（WRAP53α）は、p53のｍRNAとタンパク質のレベルを調節する。WRAP53γ転写産物はp53の最初のイントロンと重複しており、このイントロンに位置するHp53int1転写産物のアンチセンス鎖である。しかしながら、WRAP53γの機能は不明である。
WRAP53遺伝子はWRAP53β（WRAP53、WDR79、TCAB1）と呼ばれるタンパク質もコードし、このタンパク質はWD40タンパク質ファミリーに属する。WRAP53βはタンパク質間、タンパク質-RNA間の相互作用を促進し、相互作用因子をカハール体や、テロメア、DNA二本鎖切断部位へリクルートする。WRAP53βの助けを借りてカハール体に局在する因子には、SMNタンパク質、scaRNAやテロメラーゼなどがある。また、WRAP53βはユビキチンリガーゼRNF8をDNA二本鎖切断部位へ標的化する。
因子を適切な部位へ局在させる役割に加えて、WRAP53βはカハール体の構造的完全性の維持にも関与しており、WRAP53βがなければカハール体は崩壊し、再形成されることはない。

## ドメイン

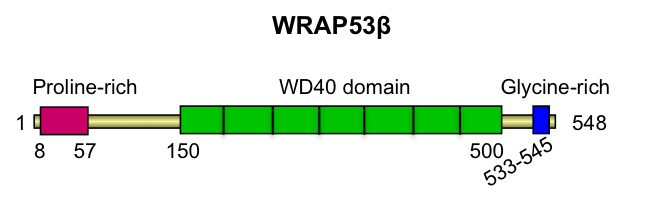
WRAP53βの構造。数字はアミノ酸残基を示している。

WRAP53βタンパク質は進化的に高度に保存されており、ホモログ（WD40リピートに限定される）は脊椎動物、無脊椎動物、植物、酵母に存在する。WRAP53βはN末端のプロリンリッチ領域、中心部のWD40ドメイン、C末端のグリシンリッチ領域から構成され、幅広い分子間の複数の相互作用の足場として機能する。

## 臨床的意義

### 先天性角化不全症
WRAP53βの生殖細胞系列変異は、先天性角化不全症と呼ばれる疾患を引き起こす。この疾患は骨髄不全、早老、がんの素因となるほか、口腔白板症、皮膚色素沈着の異常、爪の変形という皮膚粘膜に関する3つの特徴を持つ。WRAP53βの変異は常染色体劣性形式で遺伝し、WD40ドメインの高度保存領域の変異はより重症となる。
こうした変異によってWRAP53βの核内レベルは低下し、テロメラーゼのテロメアへの輸送が異常となってテロメア短縮の進行が引き起こされる。WRAP53βが正しくフォールディングするためには、シャペロニンCCT/TRiCが重要であり、この疾患ではこのフォールディングの異常がみられる。

### 脊髄性筋萎縮症
脊髄性筋萎縮症の最も重症型（I型、ウェルドニッヒ・ホフマン病）の患者では、WRAP53βを介したSMNの輸送の欠陥がみられる。この疾患は脊髄の前角のα運動ニューロンの進行性変性によって特徴づけられる。乳児死亡率の主要な遺伝的要因であり、6000出生につき1件の割合で生じる。

### がん
WRAP53βは由来の異なるさまざまながん細胞株で過剰発現している。こうした過剰発現は発がん性形質転換を促進することから、このタンパク質が発がん性を有することが示唆される。WRAP53βは原発性鼻咽頭癌、食道扁平上皮癌、直腸がんで過剰発現している。さらに、がん細胞でWRAP53βをノックダウンすることでマウスに移植した際に形成される腫瘍のサイズは低下し、またがん細胞ではミトコンドリア依存的なアポトーシスが引き起こされる。
反対にWRAP53βの双方のアレルを不活性化する変異が先天性角化不全症の原因となることは、このタンパク質が発がん性因子ではなくむしろがん抑制因子として作用することを示唆している。また頭頸部がんでは、核内におけるWRAP53βの喪失は患者の生存期間の短縮や放射線治療に対する抵抗性とも相関している。WRAP53βは多数の細胞過程において複雑な役割を果たしており、特定の条件下ではがん抑制因子として、そして他の条件下ではがん遺伝子として作用している可能性がある。
WRAP53遺伝子の一塩基多型（SNP）は、乳がんと卵巣がんのリスクの増加と関連付けられている。これらのSNPの1つは、ベンゼン曝露作業者におけるDNA修復の欠陥や血液毒性とも関係している。